# 東林大仏

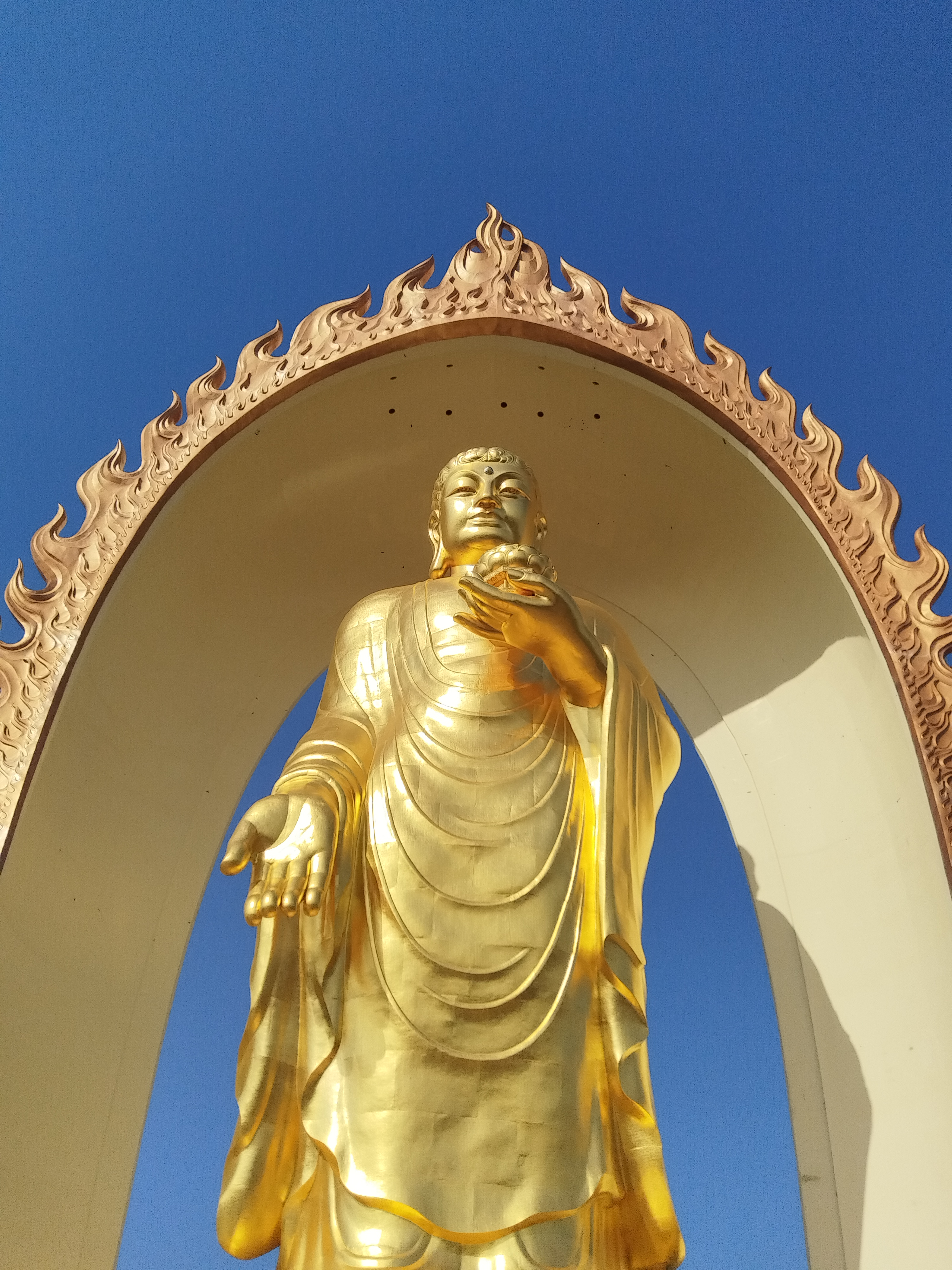
東林仏像

東林大仏（東林寺浄土苑）（とうりんだいぶつ　donglindafo）は中国江西省九江市の廬山にある大仏。

## 概要
東林寺所轄の墓地である浄土苑に所在する。全長約48ｍの阿弥陀如来立像である。
境内は非常に広く、階段は949段である。この階段を利用して三步一拜と呼ばれる、三歩毎に一拝を繰り返す修行を行う参拝者もいるという。高さは48ｍ、これは阿弥陀如来の四十八大願を表しており、台座部分も含めると81ｍにもなる。
須弥台の四方にはそれぞれ南無観世音菩薩、南無大勢至菩薩、南無普賢菩薩、南無文殊菩薩の仏像が安置されており、その全身も金で施されている。境内はその他、浄土文化区、新東林寺、比丘尼院などに分かれており、中国古代の建築模様になっている。
東林大仏の建設は2007年5月から始まり、2013年5月に竣工した。2013年8月には式典が行われた。建設資金はすべて世界各地の信者の寄付により賄われており、2025年現在も商業化はされていない。チケットや精進料理だけでなく線香やお茶、書籍なども無料となっている。
また台座の下のエリアには東林寺の歴史や阿弥陀如来の大願を紹介するエリア、浄宗十三祖と呼ばれる歴代の高僧を紹介するエリアや、カルマ（業障）を懺悔するエリアなどがある。設計の際には、鎌倉大仏も設計の際に参考にされているという。